# Poveljnik Evropskega poveljstva Združenih držav Amerike
Poveljnik Evropskega poveljstva Združenih držav Amerike (angleško Commander, United States European Command; kratica CDRUSEUCOM) je vrhovni poveljnik vseh ameriških oboroženih sil v Evropi (Evropsko poveljništvo Združenih držav). 
Poveljnik Evropskega poveljstva Združenih držav je v teoriji podrejen vrhovnemu poveljniku zavezniških sil v Evropi (SACEUR), toda ker je le-ta po dogovoru Američan (pripadnik oboroženih sil ZDA), združeni načelniki štabov postavijo za obe funkciji enega generala, ki hkrati poveljuje dvema poveljstvoma, ki sta povezani. V praksi pomeni, da ta general poveljuje samemu sebi, saj je kot SACEUR nadrejen funkciji CDRUSUCOM, ki jo tudi opravlja.

## Zgodovina
Poveljništvo je bilo ustanovljeno leta 1952 za potrebe koordinacije enot oboroženih sil ZDA v Evropi. Ker je SACEUR zmeraj Američan, hkrati opravlja še dolžnost CDRUSEUCOMa. Do 24. oktobra 2002 se je položaj imenoval Commander in Chief, United States European Command (COMUSEUCOM oz. COMEUCOM), dokler niso na ukaz Donalda Rumsfelda spremenili vse Commander in Chief v Commander.

## Seznam poveljnikov
- general Matthew Bunker Ridgway, KOV ZDA (1952 - 1953)
- general Alfred Maximilian Gruenther, KOV ZDA (1953 - 1956)
- general Lauris Norstad, VL ZDA (1956 - 1962)
- general Lyman Louis Lemnitzer, KOV ZDA (1963 - 1969)
- general Andrew Jackson Goodpaster, KOV ZDA (1969 - 1974)
- general Alexander Meigs Haig mlajši, KOV ZDA (1974 - 1979)
- general Bernard William Rogers, KOV ZDA (1979 - 1987)
- general John Rogers Galvin, KOV ZDA (1987 - 1992)
- general John Malchase David Shalikashvili, KOV ZDA (1992 - 1993)
- general George Alfred Joulwan, KOV ZDA (1993 - 1997)
- general Wesley Kanne Clark, KOV ZDA (1997 - 2000)
- general Joseph W. Ralston, VL ZDA (2000 - 2003)
- general James Logan Jones mlajši, KMP ZDA (2003 - 2006)
- general Bantz John Craddock, KOV ZDA (2006 - 2009)
- admiral James Stavridis, VM ZDA (2009 - danes)